# Overstromingen in Rio de Janeiro 2011

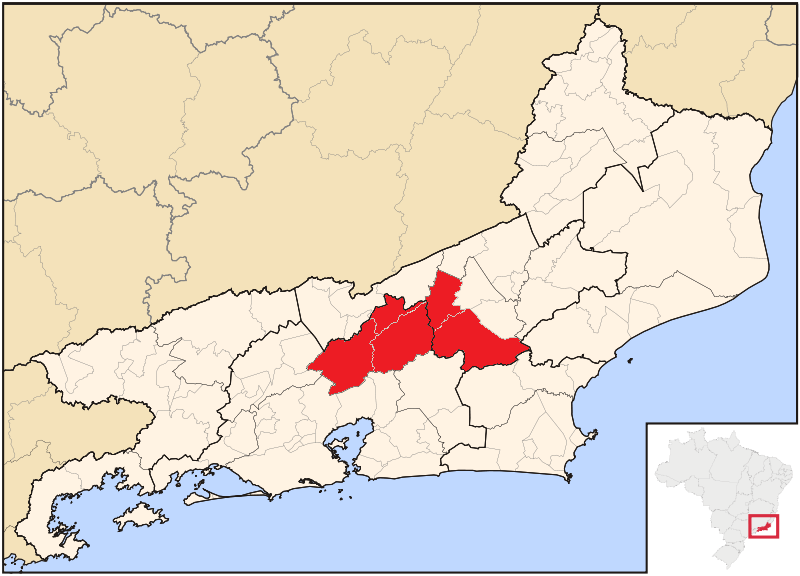
Kaart van het getroffen gebied.

In januari 2011 werd de Braziliaanse staat Rio de Janeiro  getroffen door overstromingen en modderstromen. 
Op 11 en 12 januari 2011 viel er in het gebied net zoveel neerslag als dat in deze periode gebruikelijk is in een maand tijd. Hierdoor waren er op meerdere plaatsen in de regio overstromingen en kwamen er ook modderstromen. De belangrijkste was de overstroming van de rivier Santo Antônio. Teresópolis, Nova Friburgo, Petrópolis, Sumidouro en São José do Vale do Rio Preto in de staat Rio de Janeiro werden het zwaarst getroffen. Er vielen meer dan 800 slachtoffers en van ongeveer 3000 mensen werden de huizen vernield. De Braziliaanse president Dilma Rousseff stelde een budget van 780 miljoen real ter beschikking voor wederopbouw.

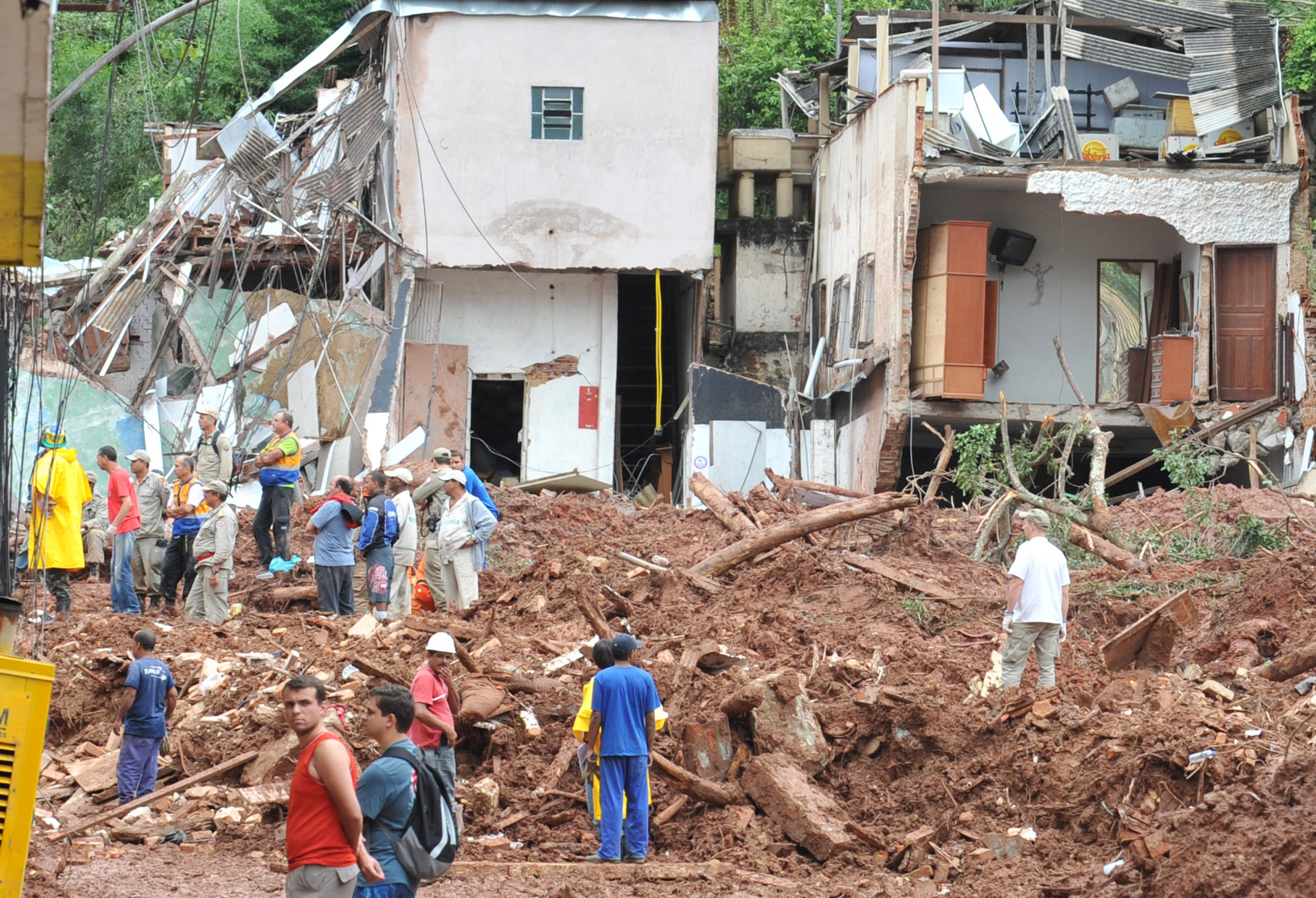
Verwoeste huizen in Nova Friburgo